# 江ノ島電鉄2000形電車
江ノ島電鉄2000形電車（えのしまでんてつ2000がたでんしゃ）は、江ノ島電鉄の電車。なお、江ノ島電鉄では個別の編成について、例えば車号2001と2051の編成を2001-2051（"編成"もしくは"号車"）もしくは2001（"編成"もしくは"号車"）と呼称しており、本項でもこれに準じて記述する。

## 概要
4両編成での運転が不可能で老朽化していた600形の置き換えとして1990年から1992年にかけて2両編成3本の計6両が東急車輛製造で製作された。性能面における充実を1000形1501・1502編成で確立したため、旅客サービスの向上を追求することとしてており、これを含む設計方針は以下の通りである。
- 操作性と居住性の向上：乗務員の操作性の向上と乗客、乗務員の居住性の向上を図る。
- 軽量化と省エネルギー化：構体にステンレス鋼の採用、部品の集約化等により軽量化と省エネルギー化を図る。
- 省保守化：部品の統一化、およびステンレス鋼の採用による省保守化を図る。
- サービス向上：多様化した乗客ニーズに合わせたサービス向上を図る。

## 車両概説

### 車体
正面は展望性を利かせた一枚大型ガラスを採用し、側面窓・客用ドアの幅や高さ・室内天井高さも従来車両より拡大されている。車体は塩害対策としてステンレス鋼を基本とした車体構造としており、枕梁、中梁を除く台枠、鋼体骨組、床板、屋根板、正面妻と側板の台枠との結合部、妻外板がステンレス、その他の正面妻と側板は耐候性鋼板となっている。なお、本形式の製造に合わせて江ノ電独自の建築限界・車両限界が制定され、これに適合した車両となっている。また、側面窓を1000形の幅1020mm、高さ850mmのものから同1050mm、950mmのものに拡大しているほか、乗降扉を幅1000mmから1200mmに拡大して乗降時分の短縮を図っている。
2001・2002編成の連結器はNCB-2密着自動連結器で、増結・解結時における電気連結器および空気ホースの脱着作業の容易化を図るため、胴受を連結器上部に設置した吊下形のもので、横部に設置されたYLU1050電気連結器とともに左右各35度の振れ角度となっている。1992年に製造された2003編成の2053号車に試験的にD90密着連結器と96芯の電気連結器、自動解結装置、下受形の胴受を装備し、2002編成の2002号車を同様に改造して運用試験を実施している。
2001・2002編成には排障器が製造時から装着されている。2003編成は製造時は未装着で、取付け部の関係から長らく装着工事を実施していなかったが、後述のリニューアルの際に装着された。
客室内は片側2箇所の乗降扉間と後部乗降扉横に1人当たり430mm幅のロングシートを、両車端部にクロスシートを配置し前方の景色も楽しめるようになっている。クロスシートは山側1人掛け・海側2人掛け、2003編成の連結面部分のみは通り抜けを考慮して海側・山側とも1人掛けとなっており、表地は青色、各座席端部の肘掛には難燃木材を使用している。
運転室内は1000形と同様の中央運転台式でワンハンドル式マスター・コントローラーのものとなっており、併用軌道における下部視界確保のため計器盤の高さを抑えたものとなっているが、一部機器を床下に移設しているなど機器配置を一部変更しているほか、前面窓ガラスの大型化に伴いワイパーを大型化しており、2001・2002編成はボッシュ製のブレード長1000mm、アーム長725mmのもの2本、2003編成は1本装備している。また、先頭部床下に電子警報器を新たに設置している。
このほか、江ノ電では500形（初代）の新造時以来となる、テープ式の車内自動放送装置のYA-9012が装備されているほか、前面行先表示器には季節ごとに替わるイラストを配した終着駅名表示が用意され、車内扉上にはマップ式の列車位置表示器が設置されている。

### 走行装置
走行機器等は1000形の1501・1502編成のものを踏襲している。即ち、主制御器は電動カム軸制御式のACDF-M450-789A-M（直列11段、並列8段、弱め界磁2段、発電制動19段）、主電動機はTDK8005-Aで定格は端子電圧300V時で電流195A、出力50kW、回転数1300rpm、駆動装置はたわみ板中空軸平行カルダン駆動方式のKD110-A-Mでいずれも東洋電機製造製、ブレーキ装置は発電ブレーキ併用・電気指令式でE型中継弁を使用するナブコ（現ナブテスコ）製のHRD-1Dとなっている。また、補助電源装置も1501・1502編成と同一の東洋電機製造製のコンデンサ分圧ブースタ式サイリスタインバータであるRG403-A1-Mを1基搭載しており、出力は照明装置や送風機、乗務員室暖房等に供給される交流100V/200V 60Hz、制御回路に供給される直流100V、列車無線回路等に供給される直流24Vで計10kVAとなっている。
また、性能も1501・1502編成と同等であり、起動加速度は2.0km/h/s、減速度は常用3.5km/h/s、非常時4.0km/h/s、均衡速度は60km/hとなっている。
台車は1501・1502編成のTS-829（動台車）、TS-830（連接・従台車）をベースに、改良を加えたTS-829A、TS-830Aとなっている。縦ダンパを併用した枕バネは同じコイルバネながら3本個並列のものから2個並列に簡略化して保守の容易化が図られた一方で横ダンパ2本を追加して乗り心地の向上を図っている。その他はTS-829、TS-830と同様で、台車枠は固定軸距を1650mmとした鋼板溶接構造、軸バネは合成ゴムブロックとコイルバネで軸箱支持方式は軸箱守式、基礎ブレーキ装置は、動台車はブレーキシリンダが金属シリンダの片押式踏面ブレーキで合成制輪子・鋳鉄制輪子併用のもの、従台車は1軸あたり2枚のブレーキディスクとゴム式ブレーキシリンダによるディスクブレーキとなっている。
集電装置は江ノ電唯一の下枠交差式パンタグラフのPT4827-A-Mが採用された。
冷房装置は、他の路面電車車両等にも広く採用されている三菱電機製で容量24.4kWのCU77系のCU77AE1を採用している。このシステムは屋根上に搭載された冷房装置と冷房制御箱、床下に搭載された起動制御箱から構成されるもので、冷房制御箱には2系統のインバータが内蔵されており、定電圧・定周波数出力は室内送風機に、可変電圧・可変周波数出力は冷媒の圧縮機・室外送風機系統とも冷房不使用時には車両内の他の負荷にも出力可能なものとなっており、定電圧・定周波数出力は前面の防曇ガラスに、可変電圧可変周波数制御|可変電圧・可変周波数出力は客席座席下の電気暖房にそれぞれ供給される。

## 運行開始後
1990年4月24日に営業運転を開始し、同年度のグッドデザイン商品および藤沢都市デザイン賞（景観部門部門）に選定されている。
2003・2002編成による密着連結器の使用実績が良好であったため、1993年に3編成とも同様に改造されている。2001・2002編成の補助排障器は密着自動連結器→密着連結器交換の際に干渉するため一旦撤去されたが、2006年3月に新500形が営業運転を開始するのに合わせて、新製の上、再度装備された。
車内放送装置は20形と同一のIC式に変更され、さらには新500形と同一の英語放送が追加された。また、乗降扉内側は当初は化粧板張りだったが現在は無塗装になっている。
2016年には2001編成が1000形に準じたリニューアルを受け、12月28日より運行に使用されている。パンタグラフは10形から採用されたシングルアーム式に、塗装は新500形に準じたツートンカラーにそれぞれ変更、前面窓下にあった行先表示器はフルカラーLED(季節に応じたイラストを掲出できる)となって前面窓上に移設されたほか、連結面クロスシートのロングシート化、座席モケットを青色の新柄に変更、フリースペース(一部座席を撤去した扉間)および車椅子スペースの新設、江ノ電初の大型(17.5インチ)車内液晶表示器の新設、室内灯・前照灯のLED化が行われている。2017年には2002編成が同様の更新工事を受け、2018年末には同更新工事が2003編成に施工され、2000形は3編成ともに、共通化が図られた。
2018年12月時点では全編成リニューアルにより濃緑＋クリーム色の江ノ電新標準塗装となっている。

塗装のバリエーション
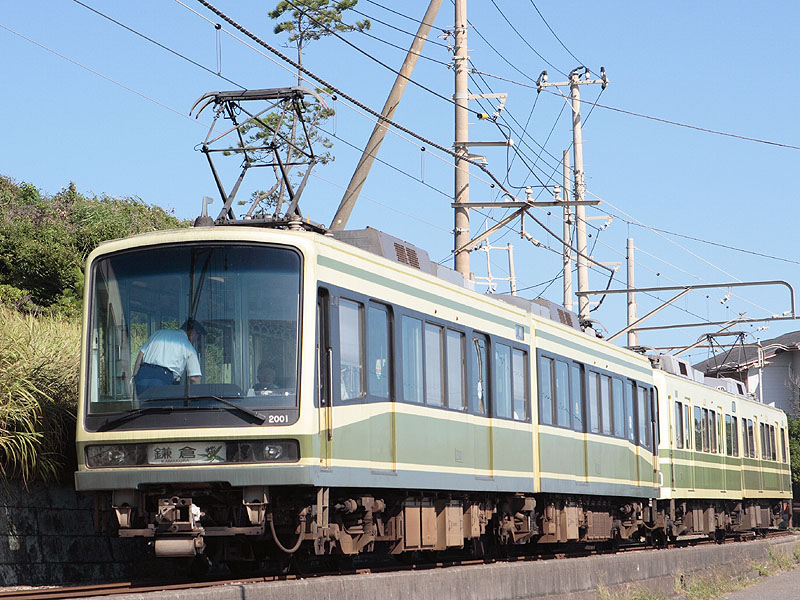
製造時の塗装でスカートがなかった時期の2000形2001編成、七里ヶ浜駅～稲村ヶ崎駅間、2005年
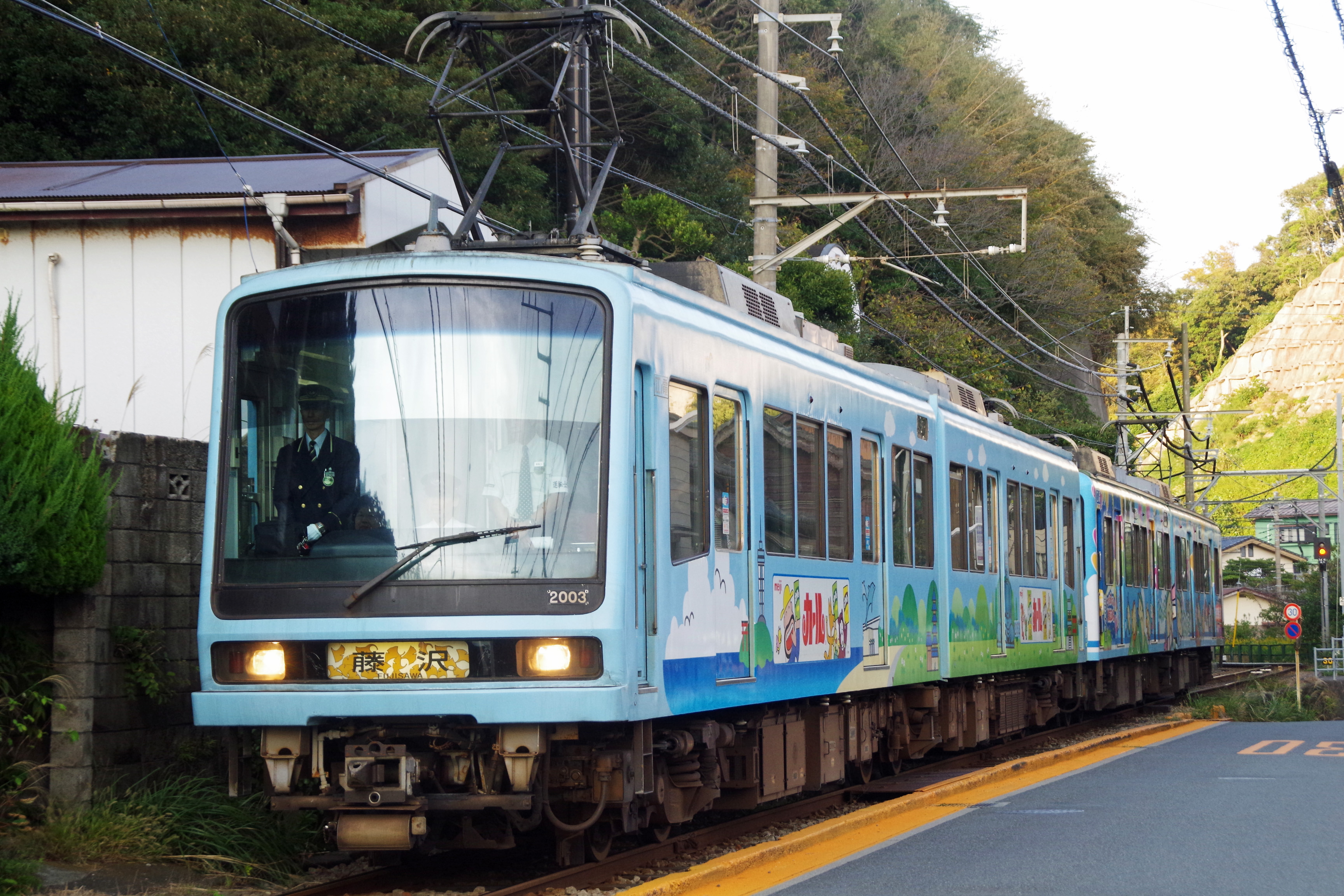
明治製菓の広告電車となっていた2003編成、稲村ヶ崎～極楽寺駅間にて撮影、2014年
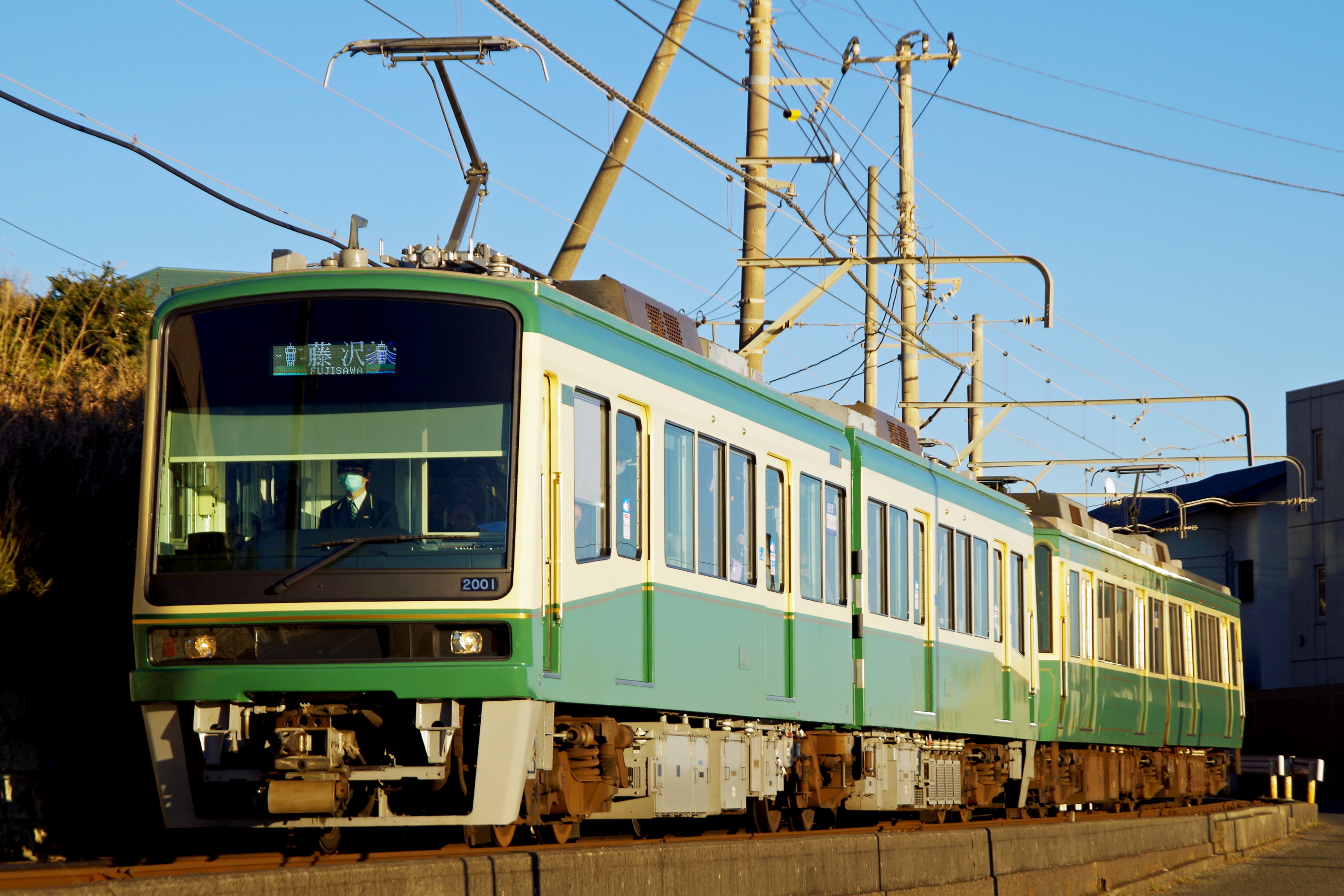
2016年にリニューアルされた2001編成の現在の姿、七里ヶ浜駅～稲村ヶ崎駅、2017年